# Білі дзвіночки
«Білі дзвіночки» (латис. Baltie zvani) — радянський короткометражний фільм 1961 року Ризької кіностудії за оповіданням Герца Франка; дипломна ВДІКівська робота режисера Івара Краулітіса. Один з фільмів, що входить до Латвійського культурного канону.
Фільм відзначений призами на Міжнародному кінофестивалі в Сан-Франциско (США, 1962) і Міжнародному фестивалі короткометражних фільмів в Оберхаузені (ФРН, 1964), а в 1995 році на Міжнародному фестивалі короткометражного кіно в Клермон-Феррані включений Асоціацією кінокритиків у список ста найкращих короткометражних фільмів світу.

## Сюжет
Рига, ранній ранок, маленька дівчинка бродить вулицями, з цікавістю спостерігаючи за життям великого міста. Місто прокидається, люди поспішають, машини їдуть, біля магазинів розвантажують товар — продукти та будматеріали, одяг і книги — все чим живе людина, звичайний вантаж звичайного дня. Але раптом у вітрині квіткового магазину вона бачить букет справжніх білих дзвіночків. Чарівність цих весняних квітів заворожує її. Дівчинка хоче купити їх, але упускає свої три копійки. З сумом вона бреде далі, раптом бачить вантажівка з такими ж квітами — біжить за нею, і відправляється в подорож вулицями міста в надії відшукати десь там заповітні дзвіночки… Вона знайде ці чудові, як з казки, квіти, але на зворотному шляху додому, переходячи вулицю, в метушні упустить їх на асфальт — пішоходам загоряється «червоний» і сотні машин проносяться — дивно, але не зачепивши квіти… і тут з'являється коток: його водій, помітивши дзвіночки, гальмує важку махіну перед ними … і здається все місто зупиняється перед Мрією дівчинки.

## У ролях
У головній ролі маленької дівчинки — Ільзе Заріна.
Епізодичні у фільмі виконали ролі Олга Круміня, оператор фільму Улдіс Браунс й інші.
Жителі і гості міста Риги.

## Знімальна група
- Режисер — Івар Крауклітіс
- Сценарист — Герц Франк
- Оператор — Улдіс Браунс
- Композитор — Арвід Жилінський